# イレーネ・パラヴィチーニ

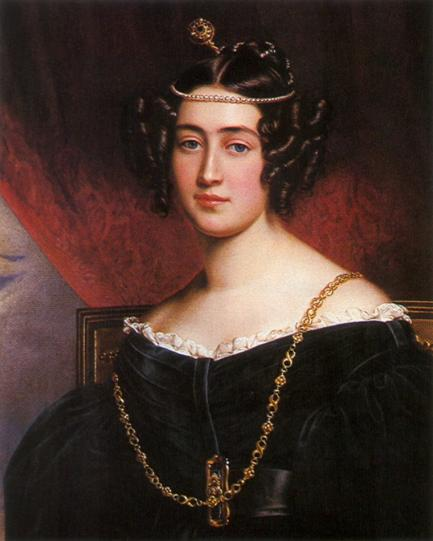
シュティーラーの描いたアルコ伯爵夫人、1834年

イレーネ・マリア・パラヴィチーニ（Irene Maria Markgräfin Pallavicini, 1811年9月2日 アルギョー - 1877年1月31日 ウィーン）は、オーストリア＝ハンガリー（二重帝国）の貴族女性。バイエルン王ルートヴィヒ1世は宮廷画家ヨーゼフ・カール・シュティーラーに命じて美人画ギャラリーに彼女の肖像を加えた。
エドゥアルト・パラヴィチーニ侯爵（1787年 - 1839年）とその妻の伯爵令嬢ヨゼフィーネ・フォン・ハルデッグ＝グラーツ（1784年 - 1850年）の間の第3子・長女。5人の男兄弟がいる。家系を11世紀に遡るイタリアの名門パラヴィチーニ家のジェノヴァ系統に属するが、祖父カール・パラヴィチーニの代にハンガリーに移住した。父は1803年ハンガリー・ボヘミア・モラヴィアの貴族籍を取得して帰化し、所領に家族世襲財産を設定した。1830年、バイエルン貴族のアロイス・フォン・アルコ＝シュテッペルク伯爵と結婚し、主にザルツブルク郊外のアニフ城で暮らした。夫との間に子はおらず、愛妾を囲い庶子をもうけた夫とは後に法的に別居したが、離婚には至らなかった。在トルコ大使ヤーノシュ・パラヴィチーニ、登山家アルフレート・パラヴィチーニは甥にあたる。
シュティーラー作の肖像画において、アルコ伯爵夫人は同じくギャラリーのモデルとなったエッティンゲン＝ヴァラーシュライン侯夫人クレセンティアの肖像画（1833年制作開始）と同じデザインのドレスを着ているが、変わった形のヘア・オーナメントを挿し、宝石をちりばめたバックルのついたベルトを締めていることで差異化されている。

## 引用・脚注
1. ↑  S. K. Ludovic, "A King's Gallery of Beauty" Strand Magazine (January 1902): 16–23.
2. ↑  Галерея красавиц. 26, 27, 28,29, 30, https://kilchichakov.livejournal.com/319613.html
3. ↑  Geneanet
https://gw.geneanet.org › efrogier
Irène PALLAVICINI : Family tree by Edgar FROGIER (efrogier), https://gw.geneanet.org/efrogier?lang=en&n=pallavicini&oc=0&p=irene
4. ↑  Hans Miedler
https://hansmiedler.at › history
History, https://hansmiedler.at/en/history
5. ↑  Flickr
https://www.flickr.com › photos
Irene Marchioness von Pallavicini (3 September, 1811 – 1877), https://www.flickr.com/photos/1way/713082180
6. ↑  Grand Ladies
http://www.gogmsite.net › 1834-ire...
1834 Irene Pallavicini by Joseph Karl Stieler (Schönheitengallerie, ..., http://www.gogmsite.net/empire-napoleonic-and-roman/subalbum-schonheitengalleri/1834-irene-pallavicini-by-j